# Cypraeidae
Cypraeidae é uma família de gastrópodes marinhos que engloba espécies popularmente conhecidas no Brasil como búzios, e em Portugal como cipreias ou porcelanas.
Por cerca de duzentos anos as espécies desta família foram classificadas dentro de apenas um gênero, Cypraea. Atualmente, no entanto, com o aumento do número de espécies registradas e com os avanços nas pesquisas em genética molecular, os cipreídeos vêm sendo divididos em muitos gêneros diferentes.

## Descrição
As conchas de Cypraeidae adultas são bem arredondadas, quase como um ovo, diferenciando-as das de outros gastrópodes. Também são extremamente lisas e brilhantes em virtualmente todas as espécies da família. Isto ocorre porque, no animal vivo, a concha está quase sempre coberta pelo manto, que a protege depositando continuamente sobre a mesma uma substância parecida com esmalte que evita a abrasão.
Em algumas espécies, os dois lobos do manto recobrem totalmente a superfície da concha e, por isso, a região dorsal apresenta uma linha divisória típica (exatamente no ponto onde os lobos se encontram), chamada de linha dorsal.
As papilas do manto têm formas e cores variadas, sendo estas últimas normalmente semelhantes às cores do substrato onde o animal vive, o que lhe proporciona uma boa camuflagem contra predadores.
As conchas das formas juvenis não se parecem nem um pouco com as do animal adulto, sendo mais semelhantes às conchas de alguns caramujos da ordem Cephalaspidea. Elas também raramente exibem o mesmo padrão de cores que o indivíduo adulto e, por isso, podem apresentar uma dificuldade maior para identificar a espécie.
A espira é visível nas conchas juvenis mas, à medida que o animal cresce, a concha se espessa e ela termina por ser recoberta, restando apenas uma leve saliência ou depressão na parte externa da concha. As formas juvenis também possuem o lábio externo delgado e desprovido de dentes, enquanto nas formas adultas o lábio se espessa e se curva para o interior da concha, dando origem a uma abertura longa, estreita e ladeada por "dentes".
Outra característica interessante desta família é que nenhuma das espécies apresenta opérculo (são inoperculadas), como as Olividae.
Seu tamanho varia desde 7mm, como registrado em um exemplar de Naria irrorata (Gray, 1828), até aproximadamente 191mm, comprimento encontrado em uma Macrocypraea cervus (Linnaeus, 1771).

## Predadores
A abertura bem estreita e denticulada da concha dos cipreídeos adultos impede que estes animais sejam predados com facilidade. No entanto, eles ainda são vulneráveis aos seguintes tipos de predadores:
- Alguns crustáceos conseguem quebrar a concha dos Cypraeidae com suas pinças.
- Alguns gêneros de moluscos conídeos como Conus textile injetam veneno (conotoxina) na carne do animal. O conídeo então estende seu estômago dentro da concha do cipreídeo para digeri-lo por completo.
- Alguns polvos conseguem perfurar um pequeno buraco na concha do cipreídeo utilizando um tipo de espinho/dente e uma secreção acídica, para depois injetar um veneno que mata o animal.

## Distribuição
A imensa maioria das espécies conhecidas habitam recifes de coral em mares tropicais e subtropicais, vivendo a pouca profundidade, na região entre marés. Aproximadamente um terço das espécies vive em mares temperados, em profundidades que vão de 1 até cerca de 500 metros de profundidade.
São muito comuns na região do Indo-Pacífico, embora existam em praticamente todos os mares. No Brasil, ocorrem as seguintes espécies:
- Erosaria acicularis (Gmelin, 1791)
- Luria cinerea (Gmelin, 1791)
- Macrocypraea zebra (Linnaeus, 1758)
- Propustularia surinamensis (Perry, 1811)

## Taxonomia
A família Cypraeidae pertence, junto com a família Ovulidae, à superfamília Cypraeoidea. Esta, por sua vez, faz parte do clado Littorinimorpha, que pertence ao clado maior Hypsogastropoda.
Os seguintes gêneros e subfamílias foram reconhecidos pela Taxonomia dos Gastrópodes, de Bouchet & Rocroi (2005):
- Subfamília Bernayinae
  - Tribo Bernayini  Schilder, 1927
    - Bernaya  Jousseaume, 1884
    - † Afrocypraea  Schilder, 1932
    - Barycypraea  Schilder, 1927
    - Zoila  Jousseaume, 1884

  - Tribo  Gisortiini → Esta tribo foi elevada a subfamília Gisortiinae[quem?]
- Subfamília Cypraeinae  Rafinesque, 1815
  - Leporicypraea  Iredale, 1930
  - Tribo Cypraeini
    - Cypraeorbis  Conrad, 1865
    - Siphocypraea  Heilprin, 1887
    - Cypraea  Linnaeus, 1758

  - Tribo Mauritiini  Steadman & Cotton, 1946
    - Macrocypraea
    - Mauritia  Troschel, 1863
- Subfamília Erosariinae  Schilder, 1924 (a taxonomia de Bouchet & Rocroi não menciona nenhuma tribo nesta subfamília)
  - Nucleolaria Oyama, 1959
  - Tribo Staphylaeini
    - Staphylaea  Jousseaume, 1884
    - Cryptocypraea Meyer, 2003[7]

  - Tribo Erosariini
    - Erosaria  Troschel, 1863
    - Monetaria  Troschel, 1863
    - Naria  Broderip, 1837
- Subfamília Erroneinae  Schilder, 1924
  - Tribo Erroneini  Schilder, 1927
    - Austrasiatica  Lorenz, 1989
    - Palmulacypraea Meyer, 2003[7]
    - Erronea  Troschel, 1863
    - Purpuradusta  Schilder, 1939
    - Ficadusta  Habe & Kosuge 1966
    - Blasicrura  Iredale, 1930

  - Tribo Bistolidini   C. Meyer, 2003[7]
    - Bistolida  Cossmann, 1920
    - Cribrarula  Strand, 1929
    - Palmadusta  Iredale, 1930
- Subfamília Gisortiinae  Schilder, 1927
  - Gisortia  Jousseaume 1884
  - Vicetia Fabiani 1905
  - Palaeocypraea  Schilder, 1928
  - Archicypraea  Schilder, 1926
  - † Mandolina  Jousseaume 1884
  - Proadusta  Sacco 1894
  - Nesiocypraea  Azuma & Kurohara, 1967
  - Ipsa  Jousseaume, 1884
  - Umbilia  Jousseaume, 1884
- Subfamília Luriinae  Schilder, 1932
  - Tribo Luriini  Schilder, 1932
    - Luria  Jousseaume, 1884
    - Talparia  Troschel, 1863

  - Tribo Austrocypraeini Iredale, 1935
    - † Miolyncina
    - Trona
    - Annepona  Iredale, 1935
    - Chelycypraea  Schilder, 1927
    - Austrocypraea  Cossmann, 1903
    - Arestorides Iredale 1930
    - Lyncina  Troschel, 1863
- Subfamília Pustulariinae  Gill, 1871
  - Tribo Cypraeovulini  Schilder, 1927
    - † Notoluponia  Schilder 1935
    - Notocypraea  Schilder, 1927
    - Chimaeria  Briano, 1993
    - Cypraeovula  Gray, 1824
    - Notadusta  Schilder, 1935

  - Tribo Pseudozonariini
    - Pseudozonaria  Schilder, 1929
    - Neobernaya  Schilder 1927

  - Tribo Pustulariini  Gill, 1871
    - Pustularia  Swainson, 1840

  - Tribo Zonariini  Schilder, 1932
    - † Zonarina  Sacco, 1894
    - Schilderia Tomlin, 1930
    - Zonaria Jousseaume, 1884
- Subfamília Umbiliinae Franc, 1968 tornou-se um sinônimo da tribo Umbiliini Schilder, 1932, que, por sua vez, virou sinônimo da subfamília Gisortiinae Schilder, 1927
- Subfamília ?
  - Contradusta Meyer, 2003[7]